# Rue Ledion
La rue Ledion est une voie du 14e arrondissement de Paris, en France.

## Situation et accès
La rue Ledion est une voie publique située dans le 14e arrondissement de Paris. Elle débute au 115, rue Didot et se termine au 28, rue Giordano-Bruno, rue qui la prolonge dans sa continuité.

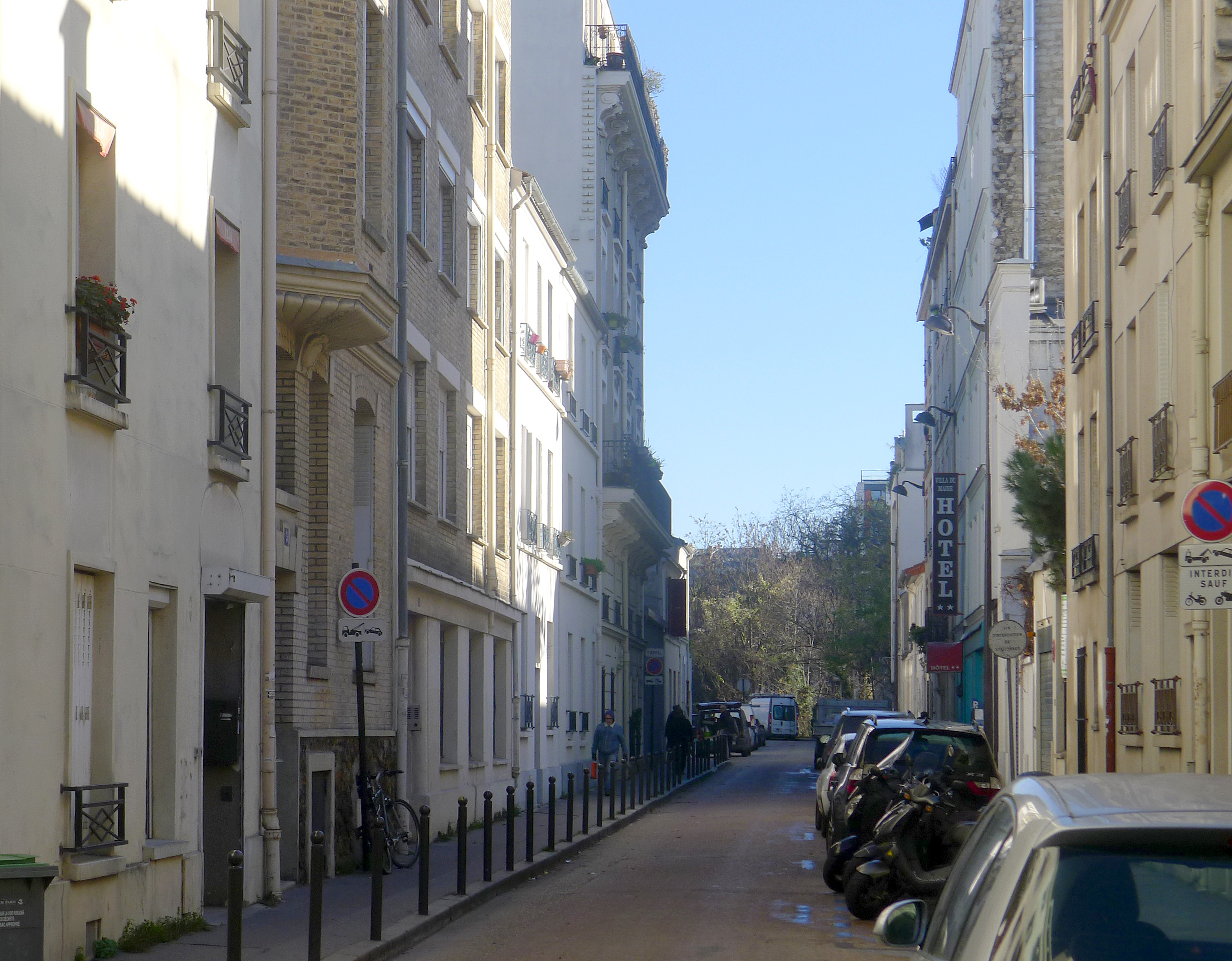
Quelques immeubles de la rue.
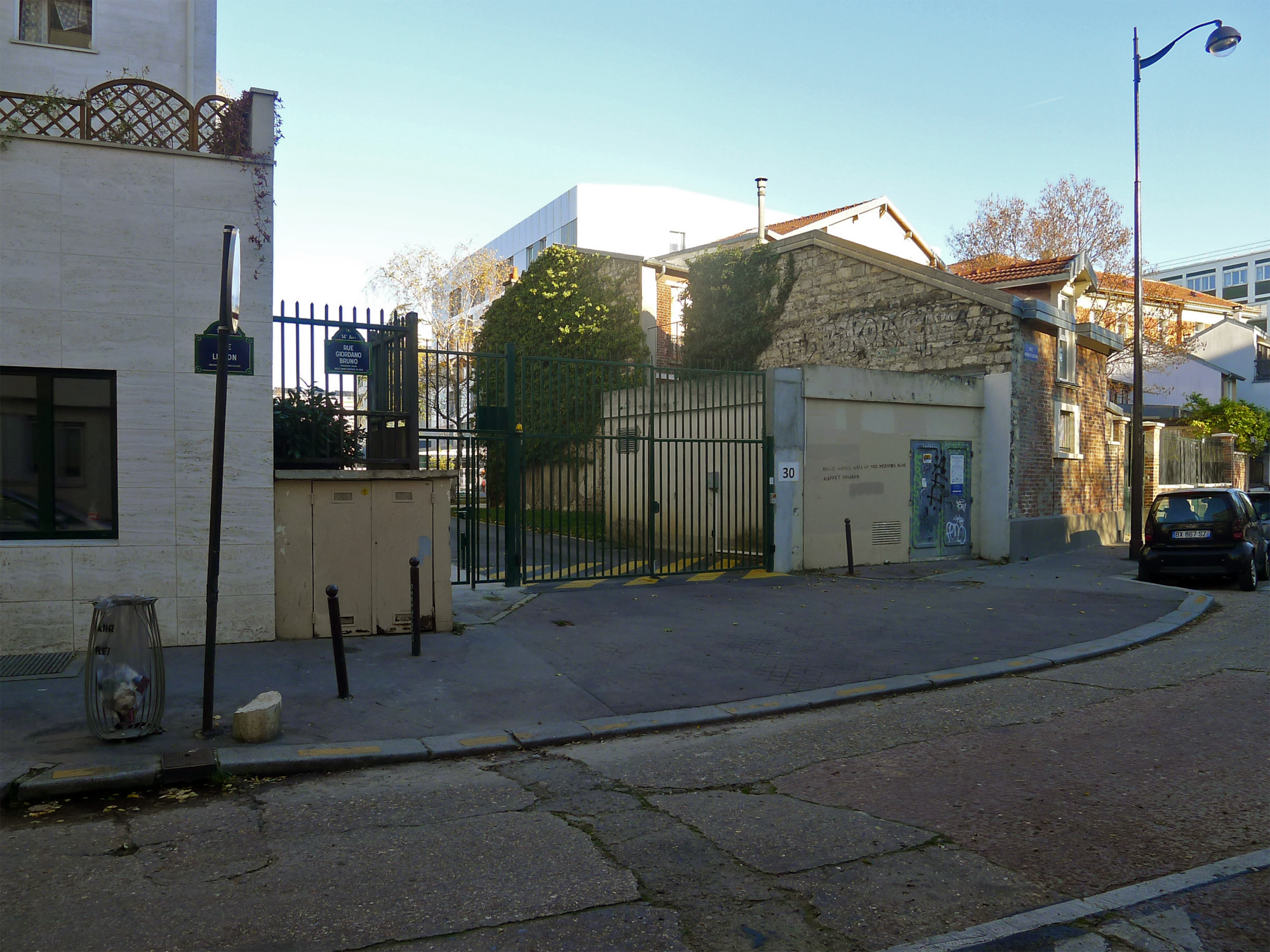
La rue Giordano-Bruno (à droite) prolonge la rue Ledion.

## Origine du nom
La rue tire son nom de celui d'un ancien  propriétaire.

## Historique
La voie est ouverte sous sa dénomination actuelle puis est classée dans la voirie de Paris par décret du 16 juillet 1935.

## Bâtiments remarquables et lieux de mémoire
- No 18 : la villa des Lyonnais, léguée en 1929 par Marie Pezieux, en souvenir de son frère Jean Alexandre Pezieux (1850-1898), boursier de la ville de Lyon et sculpteur, afin de permettre aux élèves boursiers d'avoir en plus de la bourse, un logement-atelier pour deux, trois ou quatre ans à la Cité internationale des arts de Paris. Parmi ses pensionnaires, notons : Bartholdi qui y réalisa la maquette de la statue de la Liberté et Roger Forissier[1].